# Rimski diktator
Diktator je bil magistrat Rimske republike, ki je dobil popolna in izključna pooblastila za reševanje izrednih vojnih razmer ali kakšnih drugih posebnih nalog. Njegovemu imperiju so bili podrejeni vsi drugi magistrati. Pravica plebejskih tribunov do veta na njegove odločitve in dejanja je bila izredno omejena. Da diktatura ne bi ogrozila same države, so bile njegove pristojnosti zelo omejene, saj je  lahko deloval le v okviru svojih vnaprej določenih pristojnosti in bil dolžan odstopiti s položaja, ko je bila njegova naloga izpolnjena ali najkasneje po šestih mesecih. Diktatorji so bili pogosto imenovani od najzgodnejšega obdobja republike do druge punske vojne (218–201 pr. n. št.). Po njej je bila magistratura za več kot  stoletje potisnjena v ozadje,  dokler je nista bistveno preoblikovala najprej Sula med letoma 82 in 79 pr. n. št. in nato Julij Cezar med letoma 49 in 44 pr. n. št. Po Cezarjevi smrti je bil položaj magistrata  uradno ukinjen in v cesarstvu ni  oživel.

## Izvor
Z ukinitvijo rimske monarhije leta 509 pr. n. št. je bila izvršna oblast  kralja (imperium) razdeljena med dva letno izvoljena magistrata – pretorja. Pretorja sta se sčasoma preimenovala v konzula, vendar verjetno ne pred letom 367 pr. n. št., ko je bil ustanovljen položaj tretjega (mlajšega) pretorja. Noben konzul ni bil nadrejen drugemu. Na odločitve enega od njuju se je drugi lahko  pritožil (provocatio). Njuni insigniji sta bili toga praetexta in kurulski stol. V javnost ju je spremljalo po danajst liktorjev, ki so morali znotraj pomerija, svetih meja Rima,  iz snopov palic odstraniti sekire. Konzula sta s tem pokazala, da sta človeka in ne konzula - suverena.
Po nekaj letih sta strah pred bližajočo se vojno tako s Sabinci kot z Latinsko ligo in široko razširjen sum, da je eden ali oba konzula naklonjen obnovi monarhije, privedla do uvedbe vrhovnega pretorja (praetor maximus) ali diktatorja (dobesedno "tisti, ki ukazuje"). Položaj bi bil podoben vrhovnemu magistratu v drugih latinskih mestih. Po mnenju večine poznavalcev je bil prvi diktator Tit Larcij  leta 501 pr. n. št., ki je za svojega magistra equitum imenoval Spurija Kasija.
Čeprav nekaj znakov kaže,  da se je naslov praetor maximus morda uporabljal že v najzgodnejšem obdobju republike,  
je bil uradni naslov diktatorja v celi zgodovini republike magister populi ali gospodar  pehote. Njegov poročnik, magister equitum, je bil gospodar konj, se pravi konjenice..
Kljub temu se zdi, da se je za magistra populi že zelo zgodaj začel uporabljati naziv diktator.

## Imenovanje
Imenovanje diktatorja je potekalo v treh korakih. Senat je moral najprej objaviti odlok, imenovan senatus consultum, s katerim je pooblastil enega od konzulov, da predlaga diktatorja. Tehnično gledano je bil senatus consultum priporočilo in ne zakon, vendar so ga v praksi vedno izpolnili. Pravico do predlaganja diktatorja sta imela oba konzula. Če sta predlagala isto osebo, je bila ta imenovana za diktatorja. Če sta bila predloga različna, so diktatorja izbrali konzuli. Na koncu procedure je bila sklicana comitia curiata, ki je sprejela zakon lex curiata de imperio, s katerim je diktatorju podelila imperij.
Diktatorja so lahko imenovali iz različnih razlogov (causa). Ena od treh najpomembnejših je bila rei gerundae causa, zadeva, ki se mora opraviti. Uporabili so jo v primerih, ko je bil diktator imenovan za vojaškega poveljnika v vojni proti določenemu nasrotniku. Comitiorum habendorum causa se je uporabila za sklic comitiae ali izvedbo volitev, ko konzuli tega niso mogli storiti. Clavi figendi causa je bil pomemben verski obred, ki je vključeval zabijanje žeblja v zid templja Jupitra Optima  Maksima za zaščito pred kugo. Med druge razloge sta spadala seditionis sedandae causa - zadušitev upora in ferarium constituendarum – organiziranje  verskega praznika kot odziv na grozljivo znamenje Ludorum faciendorum causa je bil namenjen izvedbi rimskih iger, ki so bile hkrati verski praznik. Quaestionibus exercendis je pomenil preiskavo določenih dejanj. V posebnem primeru se je uporabil senatus legendi causa -  zapolnitev vrst senatorjev po bitki pri Kanah. Ti razlogi bi lahko bili združeni v kategorijo seditionis sedandae et rei gerundae causa - razlogi za ublažitev upora in ukrepanje, vendar niso bili vedno zapisani in raztolmačeni, zato se o njihovi vsebini lahko samo sklepa.
V zgodnjem obdobju republike je bil za  diktatorja običajno predlegan nekdo, ki je bil po  konzulovem mnenju trenutno najboljši vojaški poveljnik. Pogosto je bil to nekdanji konzul, vendar konzulstvo ni bilo pogoj za imenovanje. Po letu 360 pr. n. št. so bili diktatorji običajno konzuli.  Običajno je bil naenkrat samo en diktator, vendar je bil po njegovem odstopu lahko imenovan nov diktator. Če so odkrili napako v okoliščinah, v katerih je bil imenovan, so diktatorja lahko prisilli, da odstopi s položaja, ne da bi izpolnil svojo nalogo ali odslužil mandat.

## Znamenja časti in oblasti
Tako kot drugi kurulski magistrati je bil tudi diktator upravičen do togae praetextae in kurulskega stola. Dobil je ceremonialnega telesnega stražarja, ki je bil edinstven v rimskem izročilu: "Njegovo kvazi kraljevsko oblast je razkazovalo štiriindvajset liktorjev, čeprav je bila bolj koncentracija konzularne oblasti kot omejena oživitev kraljestva".
Opazna izjema v rimski nepripravljenosti, da bi ponovno vzpostavila kraljeve simbole, diktatorjevi liktorji nikoli niso odstranili sekir iz snopov palic (fasces), niti v pomeriju. Diktatorji so s tem simbolizirali svojo moč nad življenjem in smrtjo. Sekire diktatorjevih liktorjev so ga ločevale od vseh drugih magistratov. V znak izrednega spoštovanja so v njegovi prisotnosti liktorji drugih magistratov odstranili sekire iz svojih fasces.
Ker so se kralji običajno pojavljali na konju, je bila ta izključna pravica diktatorju prepovedana, razen če je vnajprej dobil dovoljenje comitiae.

## Pooblastila in omejitve
Poleg tega, da je bil vojaški poveljnik in izvajal naloge, ki mu jih je zaupal senat, je diktator lahko sklical sejo senata ali ene od zakonodajnih skupščin rimskega ljudstva. Celoten obseg diktatorjeve moči je bil precejšen, vendar ne neomejen. Omejevali so ga pogoji njegovega imenovanja, rimska zakonodaja in njegova sposobnost sodelovanja z drugimi magistrati. Omejitve njegove oblasti niso bile natančno določene, ampak predmet razprav, prepirov in špekulacij skozi celo rimsko zgodovino.
Diktatorjeva oblast v okviru causae je bila skoraj absolutna, vendar je praviloma trajala samo do izteka njegovega mandata. Njegovo vojaško poveljevanje ni smelo biti v nasprotju z željami senata. Nekaj diktatorjev, imenovanih za vojaške poveljnike, je hkrati opravljalo tudi druge službe. Vodili so na primer komisijo ali zabijalo žebelj v Jupitrovem templju. Domneva se, da so to počeli s soglasjem senata.
Imenovanje diktatorja ni omejilo imperijev drugih magistratov. Svoje naloge so pod nadzorom diktatorja opravljali do konca leta, se pravi do izteka svojega mandata. V tem času je diktatorj običajno že odstopil. Tega, da je diktatorjev imperij trajal tudi po izteku njegovega mandata, ni mogoče zanesljivo trditi. Mommsen je prepričan, da se je njegov mandat končal skupaj z mandatom aktualnih magistratov, drugi pa, da se je nadaljeval v naslednje civilno leto. Fasti Capitolini omenjajo štiri leta, v katerih je diktator brez konzulov nadaljeval svoj mandat v naslednje leto: 333, 324, 309 in  301 pr. n. št. Večina znanstvenikov zavrača avtentičnost teh diktatorskih let.
Oblast diktatorja sprva ni bila predmet izpodbijanja (provocatio), pravice magistratov do pritožbe na njegovo odločitev, in  veta plebejskih tribunov. Lex Valeria, ki je uveljavljal pravico do pritožb, z imenovanjem diktatorja ni bil razveljavljen. Po letu 300 pr. n. št. je bil diktator podvržen izpodbijanju vsaj v mestu Rimu. Obstajajo tudi dokazi, da oblast plebejskih tribunov z diktatorjevimi ukazi ni bila oslabljena. Leta 210 pr. n. št. so tribuni celo grozili, da bodo preprečili izvolitev diktatorja Kvinta Fulvija Flaka, če ne umakne svojega imena s seznama kandidatov za konzula.
Po uspešno zaključeni nalogi, za katero je bil imenovan, ali po preteku šestih mesecev, je moral diktator odstopiti.  Namen teh strogih omejitev je bil preprečiti, da bi diktatura preveč spominjala na absolutno moč rimskih kraljev.
Večina poznavalcev meni, da diktator po odstopu s funkcije ni mogel odgovarjati za svoja dejanja na položaju diktatorja. Izjemna primera sta pregon Marka Furija Kamila, ki je prisvojil plen Vejev, in morda pregon Lucija Manlija Kapitolina leta 362 pr. n. št.,  ki je bil opuščen samo zato, ker je njegov sin Tit zagrozil, da bo ubil tribuna, ki je vodil preiskavo. Nekateri znanstveniki trdijo, da je bil diktator imun pred pregonom samo med svojim mandatom. Teoretično bi lahko bil preganjan samo zaradi korupcije.

## Magister equitum
Diktatorjev poročnik je bil magister equitum ali "gospodar konj". Imenoval ga je diktator takoj po imenovanju njega samega. Če v odloku senata ni bilo določeno, koga mora imenovati, ga je lahko izbral sam po svoji presoji. Magistra equitum je imenoval tudi takrat, ko njegovo imenovanje ni imelo vojaške vsebine.  Pred Julijem Cezarjem je bil edini diktator, ki je odklonil imenovanje magistra equitum, Mark Fabij Buteo leta 216 pr. n. št. Buteo je ostro nasprotoval tudi svoji nominaciji, ker je bil za te naloge imenovan že nek drug diktator.
Tako kot diktator je bil tudi magister equitum kurulski magistrat s pravico do togae pretextae in korulskega stola (sella curulis). Njegov imperij je bil enakovreden pretorskemu. Spremljalo ga je šest liktorjev, se pravi pol manj kot senatorje.  Tako kot diktator je lahko sklical senat in verjetno tudi ljudske skupščine. Magistra equitum ni bilo mogoče odpoklicati, četudi je moral diktator zaradi napak v svojem delu odstopiti. Od magistra equitum so pričakovali, da bo odstotil, ko bo novoimenovani diktator vzpostavil svoj imperij in imenoval svojega magistra equitum.
Teoretično je bil magister equitum poveljnik konjenice, vendar njegova pooblastila niso bila omejena samo na to funkcijo. Diktator in magister equitum nista vedno odšla skupaj na teren. V nekaterih primerih je bil magister equitum dodeljen obrambi mesta, medtem ko je diktator odšel z vojsko na bojišče. V drugih primerih je v Rimu ostal diktator, da bi opravil kakšno pomembno nalogo, in je vojsko na bojišču zaupal magistru equitum. Magister equitum  je bil podrejen diktatorju, kar pa ni vedno preprečilo njunih nesoglasij.

## Upadanje in izginotje
V prvih dveh stoletjih Rimske republike je diktatura služila kot primerno sredstvo, s katerim je bilo mogoče hitro ustvariti močno magistraturo  za reševanje izrednih stanj. Položaj, ustvarjen za nujne vojaške primere,  se je lahko uporabil tudi za zatiranje uporov in preprečevanje naraščajočemu številu plebejevcev, da bi pridobili večjo politično moč. V rimskih razrednih bojih je diktator praviloma podpiral patricijsko aristokracijo, ker je bil vedno tudi sam patricij, tako kot konzuli, ki so ga imenovali. Po sprejetju zakona Lex Licinia Sexsta, ki je dal plebejcem pravico do letnega konzulstva, je bila imenovana vrsta diktatorjev, zadolženih za izpeljavo volitev z navideznim cijem izvoliti dva patricijska konzula, kar je pomenilo kršitev licinijskega zakona.
Po drugi samnitski vojni je bila diktatura skoraj izključno namenjena domačim dejavnostim. Med tretjo samnitsko vojno ni bil imenovan noben diktator, ker je bila  šestmesečna omejitev diktatorjevih  pooblastil nepraktična za kampanje zunaj italijanskega polotoka. Leta 249 pr. n. št. je diktator Avl Atil Kalatin postal edini diktator, ki je vodil vojsko zunaj Italije, ko je napadel Sicilijo. Bil je tudi edini diktator, ki je poveljeval med prvo punsko vojno. Zadnja diktatorja, ki sta poveljevala rimski vojski na bojnem polju, sta bila Kvint Fabij Maksim Verukoz leta 217 pr. n. št. in Mark Junij Pera leta 216 pr. n. št. v zgodnih fazah druge punske vojne. Vsi drugi diktatorji, imenovani med to vojno, so ostali v Rimu, da bi vodili comitio. Zadnji diktator, imenovan po ustaljenem postopku, je bil Gaj Servilij Gemin leta 202 pr. n. št.

### Oživitev diktatorstva
V naslednjem stoletju so vse rimske kampanje uspešno izvedli magstrati in  promagistrati. Institucija diktatorja ni bila potrebna in je ugasnila. Leta 82 pr. n. št. je Sula nenadoma oživil diktaturo. Sula, sicer uspešen general, je šest let prej vkorakal v Rim in odvzel oblast svojim političnim nasprotnikom. Ko je  dovolil izvolitev magistratov za leto 87 pr. n. št., je odšel na pohod na vzhod, ker so republiko spet napadli Perzijci. Leta 83 pr. n. št. se je osredotočil na ponovno pridobitev Rima. Ko je  naslednje leto odločno premagal svoje nasprotnike, so ga senat in ljudstvo imenovali za diktatorja "zaradi reforme zakonov in ustave" (latinsko diktator legibus faciendis et rei publicae Constituendae), kar je dalo Suli časovno neomejena pooblastila za pisanje nove rimske ustave.
Suline reforme ustave so podvojile velikost senata s 300 na 600 senatorjev in dopolnile njegove vrste s Sulinimi podporniki. Sula je nato zelo omejil moč tribunov, omejil veto in bivšim magistratom prepovedal opravljati visoke magistrature. Sula je leta 81 pr. n. št. odstopil s položaja diktatorja in leta 80 pr. n. št. prevzel mesto konzula, toda njegove reforme so oslabile rimsko državo in postavile precedens koncentracije oblasti brez učinkovitih omejitev.
Diktatorsko oblast je nato dobil Julij Cezar,  ko se je leta 49 pr.n.št.  vrnil v Rim s svojih pohodov v Galiji in prisili na beg pobegnil Pompejevo vojsko. Po enajstih dneh je odstopil s položaja diktatorja in naslednje leto vodil comitio, ki je njega samega izvolila za konzula. Konec leta 48 pr. n. št. je bil Cezar ponovno imenovan za diktatorja "zaradi izpolnitve naloge" (latinsko rei gerundae causa) za obdobje enega leta. Dobil je časovno neomejeno tribunsko oblast. Poskrbel je za obtožbo dveh tribunov, ki sta ga poskušala ovirati, ker mu ni bil podeljen položaj cenzorja pa je povečal število senatorjev na 900 in prazna mesta dopolnil s svojimi podporniki. Leta 47 pr. n. št. je bil imenovan za diktatorja za deset let. Tik pred atentatom leta 44 pr. n. št. je bil Cezar imenovan za diktatorja "za vedno zaradi reforme ustave" (latinsko dictator perpetuo rei publicae Constituendae). Dobil je pooblastilo,  da po svoji volji imenuje magistrate.

### Ukinitev
Cezarja so leta 44 pr. n. št. umorili zarotniki, ki so se predstavljali kot rešitelji republike.  Da bi ohranili podporo prebivalstva,  so Cezarjevi privrženci zelo skrbno kazali svojo zavezanost ohranjanju rimske države. Mesec po atentatu je Mark Antonij, ki je bil leta 47 pr. n. št.  Cezarjev magister equitum, predlagal vrsto zakonov, ki so potrjevali Cezarjeva dejanja, vendar so dopuščali  pritožbe in uradno odpravili diktatorstvo. Predlogi so bili sprejeti kot leges Antoniae.
Ko je Cezarjev nečak in dedič Avgust leta 23 pr. n. št. dobil popoln nadzor nad državo, je senat ponudil, da ga imenuje za diktatorja, a je to zavrnil, hkrati pa je za vse življenje sprejel prokonzularni imperij in tribunistično oblast. Avgust je s tem ohranil videz spoštovanja republikanskih institucij, čeprav je sam prevzel večino pooblastil rimske države. Po njegovem zgledu noben naslednji rimski cesar ni privzel naziva diktator. Ko se je Konstantin (kot avgust vladal 324-337 n. št.) odločil oživiti starodavni koncept poveljnika pehote, je položaj imenoval magister peditum in ne magister populi, kot se je uradno naslavljal diktator.